# Accotzu
Accotzu è un cognome di lingua sarda.

## Varianti
Accossu, Accozzu, Acossu.

## Origine e diffusione
Cognome tipicamente sardo, è presente prevalentemente nella Sardegna meridionale.
Potrebbe derivare da accotzu, "appoggio, sostegno".